# Саловичи (Дятловский район)
Салови́чи (бел. Салавічы) — деревня в Козловщинском сельсовете Дятловского района Гродненской области Белоруссии. Согласно переписи населения 2009 года в Саловичах проживал 31 человек. Площадь населённого пункта составляет 21,03 га, протяжённость границ — 3,42 км.

## География
Саловичи расположены в 18 км к юго-западу от Дятлово, 153 км от Гродно, 29 км от железнодорожной станции Слоним.

## История
В 1880 году Саловичи — деревня в Козловской волости Слонимского уезда Гродненской губернии (77 жителей). По переписи населения 1897 года в Саловичах насчитывалось 16 домов, проживал 141 человек.
В 1921—1939 годах Саловичи находились в составе межвоенной Польской Республики. В этот период деревня относилась к сельской гмине Козловщина Слонимского повята Новогрудского воеводства. В 1923 году в Саловичах имелось 29 домов, проживал 141 человек. В сентябре 1939 года Саловичи вошли в состав БССР.
В 1996 году Саловичи входили в состав Денисовского сельсовета и колхоза «Слава труду». В деревне насчитывалось 30 хозяйств, проживало 66 человек. Имелся магазин.
30 декабря 2003 года Саловичи были переданы из упразднённого Денисовского сельсовета в Козловщинский поселковый совет.
26 декабря 2013 года деревня вместе с другими населёнными пунктами, ранее входившими в состав Козловщинского поссовета, была включена в новообразованный Козловщинский сельсовет.